# Ayoub Abdellaoui
Pour les articles homonymes, voir Abdellaoui.
Ayoub Abdellaoui (en arabe : أيوب عبد اللاوي), né le 16 février 1993 à Reghaïa - Alger, est un footballeur international algérien évoluant au poste de défenseur central ou d'arrière gauche au MC Alger.

## Biographie
Avec la sélection algérienne, il participe à la Coupe d'Afrique des nations junior 2013 organisée dans son pays natal. Il dispute ensuite la Coupe d'Afrique des nations des moins de 23 ans 2015 qui se déroule au Sénégal. L'Algérie atteint la finale de cette compétition, en étant battue par le Nigeria.
Le 3 janvier 2018, le quotidien helvétique Le Matin annonce la signature par Ayoub Abdellaoui d'un contrat d'une durée de trois ans en faveur du FC Sion. Le contrat en question prend effet à partir du 1er juillet 2018, soit le début de la saison sportive 2018-2019. Le journal précise toutefois que la venue de l'arrière latéral gauche peut advenir plus tôt si le club, alors pensionnaire de première division suisse, parvient pendant le mercato hivernal à trouver un accord avec l'USM Alger en vue du prêt du joueur. En fin de compte, Abdellaoui termine la saison 2017-2018 à l'USMA avant de rejoindre le FC Sion en juin 2018.

## Statistiques

### En club
| Saison                | Club                  | Championnat           | Championnat | Championnat | Championnat | Coupe(s) nationale(s) | Coupe(s) nationale(s) | Coupe(s) nationale(s) | Supercoupe | Supercoupe | Supercoupe | Compétition(s) continentale(s) | Compétition(s) continentale(s) | Compétition(s) continentale(s) | Compétition(s) continentale(s) | Total | Total | Total |
| Saison                | Club                  | Division              | M.          | B.          | P.d.        | M.                    | B.                    | P.d.                  | M.         | B.         | P.d.       | Comp.                          | M.                             | B.                             | P.d.                           | M.    | B.    | P.d.  |
| 2013-2014             | USM Alger             | Ligue 1               | 1           | 0           | 0           | -                     | -                     | -                     | -          | -          | -          | -                              | -                              | -                              | -                              | 1     | 0     | 0     |
| 2014-2015             | USM Alger             | Ligue 1               | 5           | 0           | 0           | 0                     | 0                     | 0                     | -          | -          | -          | CAF                            | 7                              | 0                              | 0                              | 12    | 0     | 0     |
| 2015-2016             | USM Alger             | Ligue 1               | 17          | 0           | 1           | -                     | -                     | -                     | -          | -          | -          | -                              | -                              | -                              | -                              | 17    | 0     | 1     |
| 2016-2017             | USM Alger             | Ligue 1               | 20          | 0           | 0           | 2                     | 0                     | 0                     | 1          | 0          | 0          | CAF                            | 11                             | 2                              | 1                              | 34    | 2     | 1     |
| 2017-2018             | USM Alger             | Ligue 1               | 23          | 1           | 0           | 2                     | 0                     | 0                     | -          | -          | -          | CAF2                           | 6                              | 0                              | 0                              | 31    | 1     | 0     |
| Sous-total            | Sous-total            | Sous-total            | 66          | 1           | 1           | 4                     | 0                     | 1                     | 1          | 0          | 0          | -                              | 24                             | 2                              | 1                              | 95    | 3     | 3     |
| 2018-2019             | FC Sion               | Super League          | 19          | 0           | 3           | 3                     | 0                     | 0                     | -          | -          | -          | -                              | -                              | -                              | -                              | 22    | 0     | 3     |
| 2019-2020             | FC Sion               | Super League          | 25          | 0           | 0           | 3                     | 0                     | 0                     | -          | -          | -          | -                              | -                              | -                              | -                              | 28    | 0     | 0     |
| 2020-2021             | FC Sion               | Super League          | 26          | 2           | 1           | 2                     | 0                     | 0                     | -          | -          | -          | -                              | -                              | -                              | -                              | 28    | 2     | 1     |
| Sous-total            | Sous-total            | Sous-total            | 70          | 2           | 4           | 8                     | 0                     | 0                     | -          | -          | -          | -                              | -                              | -                              | -                              | 78    | 2     | 4     |
| 2021-2022             | Ettifaq FC            | Saudi Pro League      | 22          | 0           | 0           | 1                     | 0                     | 0                     | -          | -          | -          | -                              | -                              | -                              | -                              | 23    | 0     | 0     |
| 2022-2023             | MC Alger              | Ligue 1               | 26          | 1           | 0           | -                     | -                     | -                     | -          | -          | -          | -                              | -                              | -                              | -                              | 26    | 1     | 0     |
| 2023-2024             | MC Alger              | Ligue 1               | 28          | 2           | 0           | 4                     | 1                     | 0                     | -          | -          | -          | -                              | -                              | -                              | -                              | 32    | 3     | 0     |
| 2024-2025             | MC Alger              | Ligue 1               | 21          | 1           | 0           | 2                     | 0                     | 0                     | 1          | 1          | 0          | CAF                            | 11                             | 1                              | 0                              | 35    | 3     | 0     |
| Sous-total            | Sous-total            | Sous-total            | 75          | 4           | 0           | 6                     | 1                     | 0                     | 1          | 1          | 0          | -                              | 11                             | 1                              | 0                              | 93    | 7     | 0     |
| Total sur la carrière | Total sur la carrière | Total sur la carrière | 233         | 7           | 5           | 19                    | 1                     | 0                     | 2          | 1          | 0          | -                              | 35                             | 3                              | 1                              | 289   | 12    | 6     |

### En sélection nationale
| Saison                | Sélection             | Phases finales        | Phases finales | Phases finales | Phases finales | Éliminatoires CDM | Éliminatoires CDM | Éliminatoires CDM | Éliminatoires CAN | Éliminatoires CAN | Éliminatoires CAN | Matchs amicaux | Matchs amicaux | Matchs amicaux | Total | Total | Total |
| Saison                | Sélection             | Compétition           | M              | B              | Pd             | M                 | B                 | Pd                | M                 | B                 | Pd                | M              | B              | Pd             | M     | B     | Pd    |
| --------------------- | --------------------- | --------------------- | -------------- | -------------- | -------------- | ----------------- | ----------------- | ----------------- | ----------------- | ----------------- | ----------------- | -------------- | -------------- | -------------- | ----- | ----- | ----- |
| 2017-2018             | Algérie               | -                     | -              | -              | -              | 1                 | 0                 | 0                 | -                 | -                 | -                 | 1              | 0              | 0              | 2     | 0     | 0     |
| 2018-2019             | Algérie               | -                     | -              | -              | -              | -                 | -                 | -                 | 2                 | 0                 | 0                 | 0              | 0              | 0              | 2     | 0     | 0     |
| 2019-2020             | Algérie               | -                     | -              | -              | -              | -                 | -                 | -                 | 0                 | 0                 | 0                 | 2              | 0              | 0              | 2     | 0     | 0     |
| 2020-2021             | Algérie               | -                     | -              | -              | -              | -                 | -                 | -                 | 1                 | 0                 | 0                 | 1              | 0              | 0              | 2     | 0     | 0     |
| 2021-2022             | Algérie               | Coupe arabe 2021      | 0              | 0              | 0              | 1                 | 0                 | 0                 | -                 | -                 | -                 | 0              | 0              | 0              | 1     | 0     | 0     |
| Total sur la carrière | Total sur la carrière | Total sur la carrière | 0              | 0              | 0              | 2                 | 0                 | 0                 | 3                 | 0                 | 0                 | 4              | 0              | 0              | 9     | 0     | 0     |

### Matchs internationaux
La liste ci-dessous dénombre toutes les rencontres de l'Équipe d'Algérie de football auxquelles Ayoub Abdellaoui prend part, du 10 novembre 2017 jusqu'à présent.

## Palmarès

### En club
| USM Alger (3) | MC Alger (3) |
| --- | --- |
| - Ligue 1 (2) : - Champion : 2014 et 2016 - Vice-champion : 2017 - Supercoupe d'Algérie (1) : - Vainqueur : 2016 - Ligue des champions de la CAF : - Finaliste : 2015 | - Ligue 1 (2) : - Champion : 2024 et 2025 - Coupe d'Algérie : - Finaliste : 2024 - Supercoupe d'Algérie (1) : - Vainqueur : 2024 |

### En sélection
| Algérie -23 ans - Coupe d'Afrique des nations -23 ans - Finaliste en 2015 |  | Algérie - Coupe arabe de la FIFA (1) - Champion en 2021 |

### Distinctions
Avec l’Algérie A’
- Membre de l'équipe type du Championnat d'Afrique des nations de football en 2022[réf. nécessaire]